# Taglio Hime

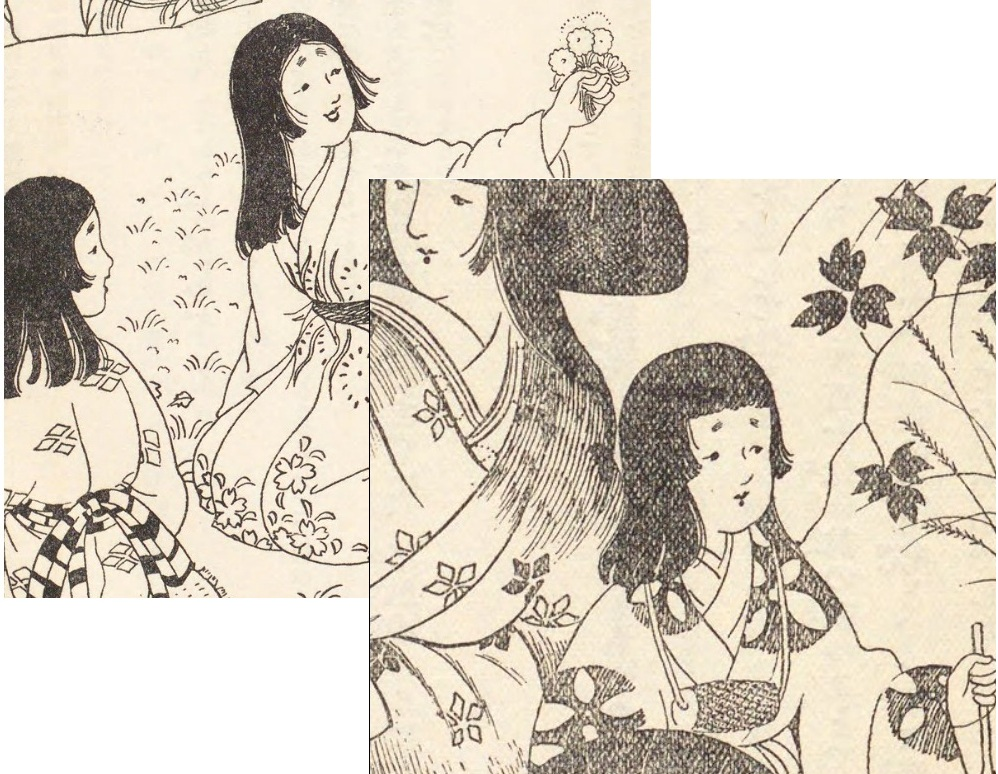
Acconciature Hime in un'illustrazione

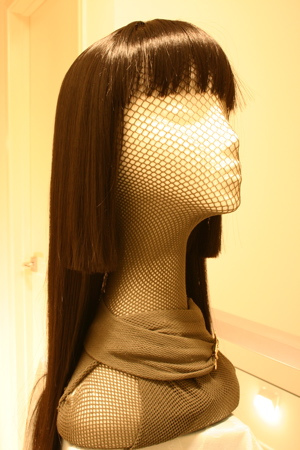
Una parrucca con acconciatura taglio Hime

Il taglio Hime (姫カット?, Hime katto, lett. "taglio principessa"), chiamata anche Hime cut, è un'acconciatura composta da ciocche laterali dritte, solitamente lunghe fino alle guance e frangia frontale. Il resto dei capelli viene solitamente portato lungo e liscio. Si pensa che lo stile abbia avuto origine, o almeno sia diventato comune, nella corte imperiale giapponese durante il periodo Heian (794–1185 d.C.), quando le donne nobili a volte si facevano crescere i capelli senza mai tagliarli.

## Storia
Secondo il professor Tomita del Yamano College of Aesthetics (山野美容芸術短期大学?, Yamano biyō geijutsu tanki daigaku), il taglio hime ha origine dalle acconciature delle nobildonne del periodo Heian in Giappone. Le nobildonne dell'epoca avevano solitamente i capelli acconciati negli stili chiamati subekarashie amasogi. Quando una ragazza raggiungeva i 16 anni, le venivano tagliati i capelli attorno alle orecchie più corti, in una cerimonia chiamata binsogi (鬢削ぎ?), ottenendo ciuffi corti davanti e capelli lunghi dietro. Durante il periodo Edo questa cerimonia si teneva il 16 giugno dell'età dei 16 anni e il taglio era ritualmente praticato da uno dei familiari della ragazza o dal suo fidanzato.
Sebbene all'epoca non fosse conosciuto come taglio hime, tale termine sembra essere stato applicato retroattivamente in associazione con le principesse dell'aristocrazia Heian, solitamente rappresentate così nei media.
Un'idol giapponese degli anni 1970, Megumi Asaoka, è nota in Giappone per aver reso nuovamente popolare il taglio Hime, suo marchio di fabbrica negli anni di carriera.

## Styling

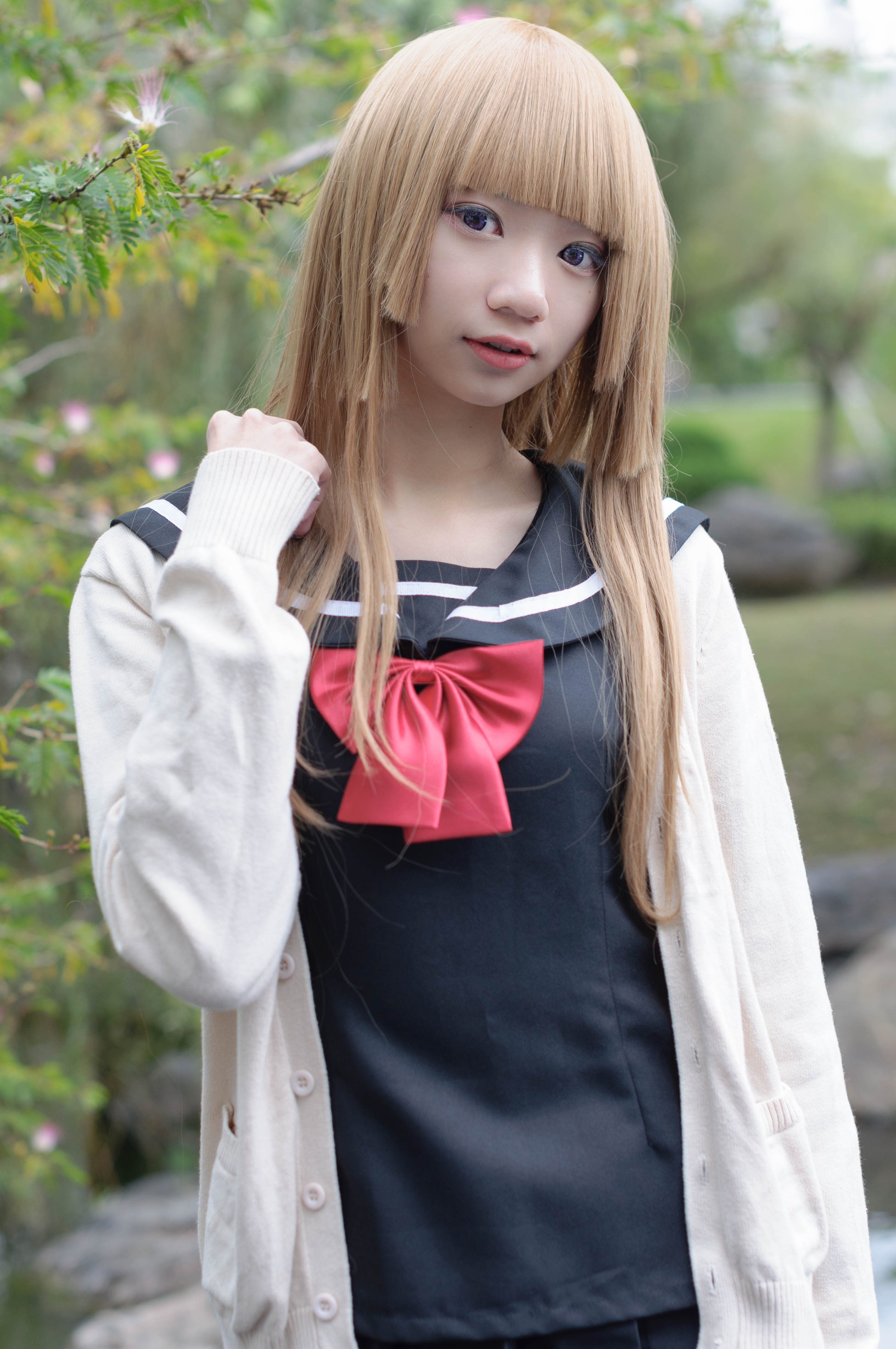
Ragazza con una parrucca con taglio Hime

Il taglio hime richiede una manutenzione elevata per chi non ha capelli naturalmente lisci e richiede frequenti ritocchi sulle ciocche laterali e sulla frangia frontale per mantenere la sua forma definita. La stiratura dei capelli è d'aiuto per tenere l'aspetto liscio, così come piastre e shampoo appositamente formulati. Anche l'umidità è considerata un problema per alcuni tipi di capelli, poiché l'arricciatura causata dall'umidità in eccesso può modificare la forma dei capelli. Per evitare ciò, esistono anche delle extension sulle ciocche laterali.
L'acconciatura è spesso usata nella Moda Lolita, in particolare nella classificazione di Gothic Lolita. All'interno della comunità Lolita, il taglio hime è considerato un'alternativa più elegante ad altri stili che possono richiedere frequenti arricciature che possono danneggiare permanentemente i capelli.